# Wilhelm II. von Limburg-Broich
Wilhelm II. von Limburg-Broich (* um 1425; † September 1473 bei der Tomburg) war deutscher Adliger. Durch Abstammung und Erbe Graf von Limburg und Herr zu Broich.

## Abstammung
Graf Wilhelm II. von Limburg-Broich kam um 1425 als Sohn des Grafen Dietrich V. von Limburg-Broich (* 1387; † 16. Januar 1444) und dessen Ehefrau Henrika von Wisch († 1459) zur Welt.

## Leben
Nach 18-tägiger Belagerung und Beschießung im Spätsommer 1443 von Schloss Broich durch die Truppen des Kölner Erzbischofs Dietrich II. von Moers, seinem Verbündeten Herzog Gerhard von Jülich-Berg und anderen Edelherren verließ Wilhelms Bruder Graf Heinrich aus Furcht vor der Rache des Erzbischofs fluchtartig das Schloss. Graf Wilhelm II., der nicht an der Fehde beteiligt war, kapitulierte schließlich und wurde drei Jahre später an Stelle Heinrichs mit der Herrschaft Broich belehnt.
1447 wurde Graf Wilhelm II. als Amtmann im Amt Angermund genannt.
Nach dem Tod des Großvaters Graf Wilhelm I. von Limburg-Broich im Februar 1459 erhob Wilhelm II. zusammen mit seinen Brüdern Heinrich und Dietrich VI. gegen Graf Gumprecht II. von Neuenahr Anspruch auf die Grafschaft Limburg, worauf es am 25. Juni 1459 auch zu dessen Belehnung durch Herzog Gerhard von Jülich-Berg kam. Da Gumprecht diese jedoch nicht anerkannte, kam es zur gewaltsamen Belagerung und Eroberung des Schlosses Hohenlimburg durch Truppen der drei Brüder. Weitere kriegerische Auseinandersetzungen konnten erst durch ein Schiedsspruch, an dem der Kölner Erzbischof Dietrich II. von Moers mitgewirkt hatte, im Jahr 1460 beigelegt werden. Er bestimmte, dass die Grafschaft künftig als Kondominium von allen Beteiligten regiert, und Burgfrieden geschlossen werden sollte.
Im September 1473 starb Graf Wilhelm II. bei der Belagerung der Tomburg an einer Seuche und wurde am 14. September in der Minoritenkirche in Duisburg beigesetzt.

## Ehe und Nachkommen
Graf Wilhelm II. war seit dem 2. August 1463 verheiratet mit Jutta von Runkel († 19. November 1473) und hatte folgende Nachkommen:
- Johann († 26. Juli 1511)
⚭ 1492 Elisabeth von Neuenahr

- Maria (* um 1465 auf Schloss Burgsteinfurt; † 1487)
⚭ 1482 Graf Sebastian von Sayn-Wittgenstein (* um 1464 in der Grafschaft Sayn; † 1498)

- Irmgard († 1492)
⚭ 1487 Johann von Loë († 1498)